# کالبا-تو
کالبا-تو (به لاتین: Kalba-Too) یک رشته‌کوه در قرقیزستان است. کالبا-تو ۴٬۱۴۶ متر بالاتر از سطح دریا واقع شده‌است.